# Iarngreiper
Iarngreiper (norrønt: Járngreipr [ˈjɑːrnˌɡrɛipz̠], "jerngribere") eller Iarnglofar (norrønt: Járnglófar [ˈjɑːrnˌɡloːvɑz̠], "jernhandsker") er i nordisk mytologi navnet på to jernhandsker, som er ejet af tordenguden Thor og som er et af gudens tre vigtigste ejendele, sammen med styrkebæltet Megingjord og den magiske hammer Mjølner, som de udgør et sæt sammen med.